# Бризо
Бризо (фр. Brizeaux) насеље је и општина у североисточној Француској у региону Лорена, у департману Меза која припада префектури Бар ле Дик.
По подацима из 2011. године у општини је живело 52 становника, а густина насељености је износила 6,24 становника/km². Општина се простире на површини од 8,33 km². Налази се на средњој надморској висини од 185 метара (максималној 250 m, а минималној 159 m).

## Демографија
| 1962. | 1968. | 1975. | 1982. | 1990. | 1999. | 2011. |
| ----- | ----- | ----- | ----- | ----- | ----- | ----- |
| 120   | 94    | 70    | 62    | 48    | 53    | 52    |

График промене броја становника у току последњих година